# Mazirot
Mazirot – miejscowość i gmina we Francji, w regionie Grand Est, w departamencie Wogezy.
Według danych na rok 1990 gminę zamieszkiwało 267 osób, a gęstość zaludnienia wynosiła 41 osób/km² (wśród 2335 gmin Lotaryngii Mazirot plasuje się na 781. miejscu pod względem liczby ludności, natomiast pod względem powierzchni na miejscu 876.).